# Matthias Jacob
Matthias Jacob (n. 2 aprilie 1960, Tambach-Dietharz, Turingia, Germania) este un biatlonist ce a reprezentat Republica Democrată Germană, medaliat olimpic. A participat la 2 ediții ale Jocurilor Olimpice (1984, 1988) în care a câștigat o medalie de bronz.